# Teritorij glavnoga grada Islamabada
Teritorij glavnoga grada Islamabada (eng. Islamabad Capital Territory, skraćeno ICT; urdski: وفاقی دارالحکومت) je područje pod upravom središnje vlasti Pakistana koje uključuje glavni grad države Islamabad. Od ukupne površine ovog teritorija koja iznosi 1165,5 km2, grad Islamabad zauzima 906 km2.

## Povijest
Islamabad je smišljen kao novi moderan glavni grad Pakistana. Osnovan je 1960. po naredbama predsjednika Ajuba Kana. Teritorij za područje ovog grada oduzet je Sjeverozapadnoj pograničnoj pokrajini i Pandžabu. Prvobitno je područje teritorija glavnog grada trebalo sadržavati i grad Ravalpindi, ali je on kasnije izuzet iz tog teritorija. Ostatak teritorija podijeljen je na pet zona, od kojih je prva zona namijenjena vladinim ustanovama. Teritorij glavnoga grada graniči s Pandžabom na jugu i Sjeverozapadnom pograničnom pokrajinom na sjeverozapadu.

## Stanovništvo
Prema popisu stanovništva iz 1998., materinski jezik 71,7% stanovništva je pandžapski, 10,1% govori urdski koji je nacionalni jezik, te 9,5% stanovništva govori paštunskim jezikom.
95,5% stanovništva su muslimani, dok kršćani čini 4,1% stanovništva ovog teritorija.

## Vanjske poveznice
- Službena stranica  Arhivirana inačica izvorne stranice od 22. studenoga 2008. (Wayback Machine)